# Žestov
Žestov je přírodní památka 1,5 kilometru severozápadně od osady Slavkov v okrese Český Krumlov. Oblast spravuje Agentura ochrany přírody a krajiny ČR. Přírodní památka se nachází na zalesněném pahorku Žestov (762 m) v Českokrumlovské vrchovině (okrsek Boletická vrchovina). Vrcholová část je tvořena výrazným mrazovým srubem, místy až osm metrů vysokým, orientovaným ve směru severozápad–jihovýchod.
Důvodem ochrany je suťový smíšený les na vápenci, cenná lokalita z hlediska geologického, geomorfologického a botanického. Přírodní památka byla vyhlášena dne 15. listopadu 1990 s účinností od 14. prosince 1990. Ze zvláště chráněných druhů rostlin zde rostou lilie zlatohlavá (Lilium martagon) a prha arnika (Arnica montana).

## Galerie

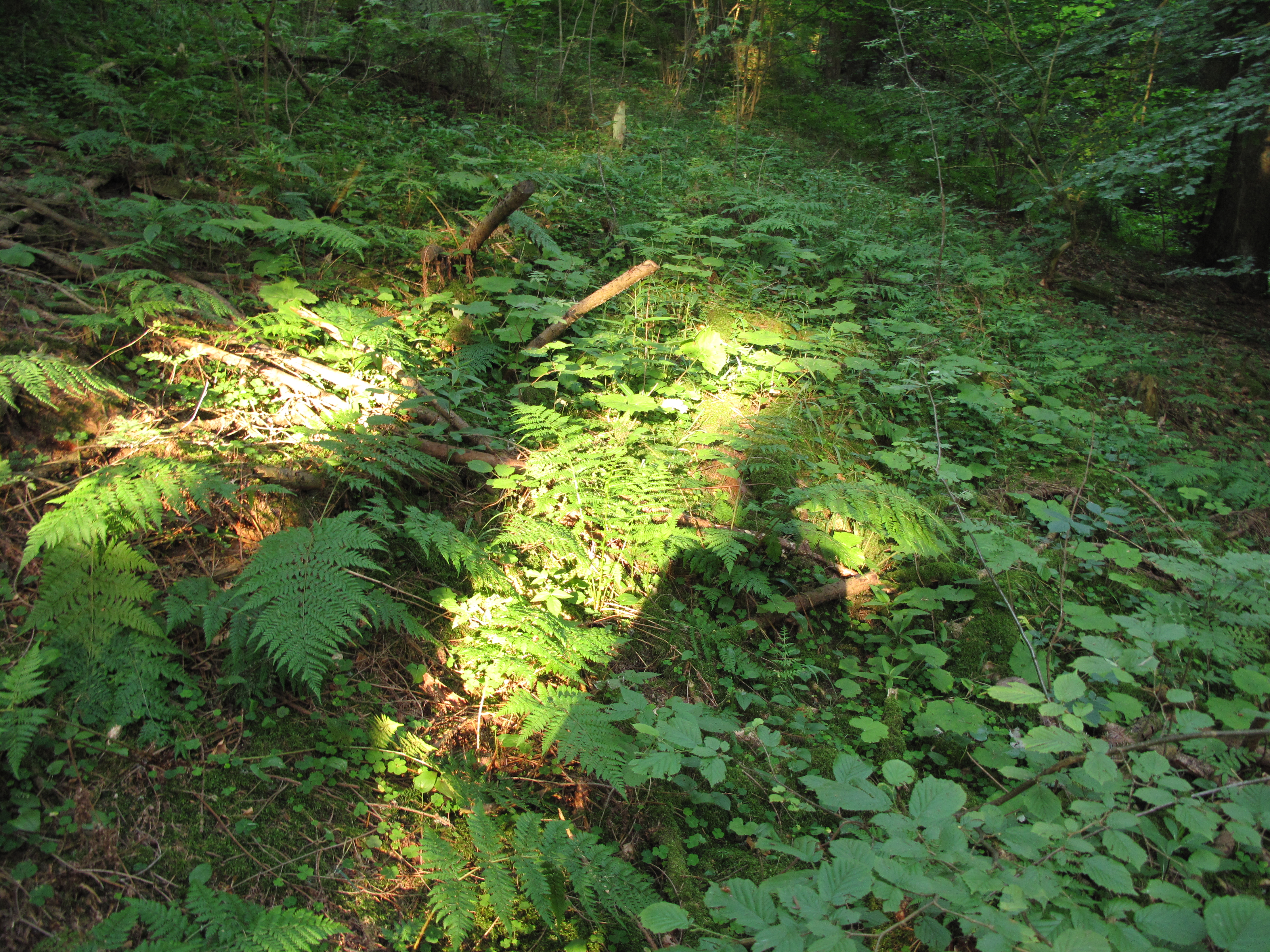
Podrost
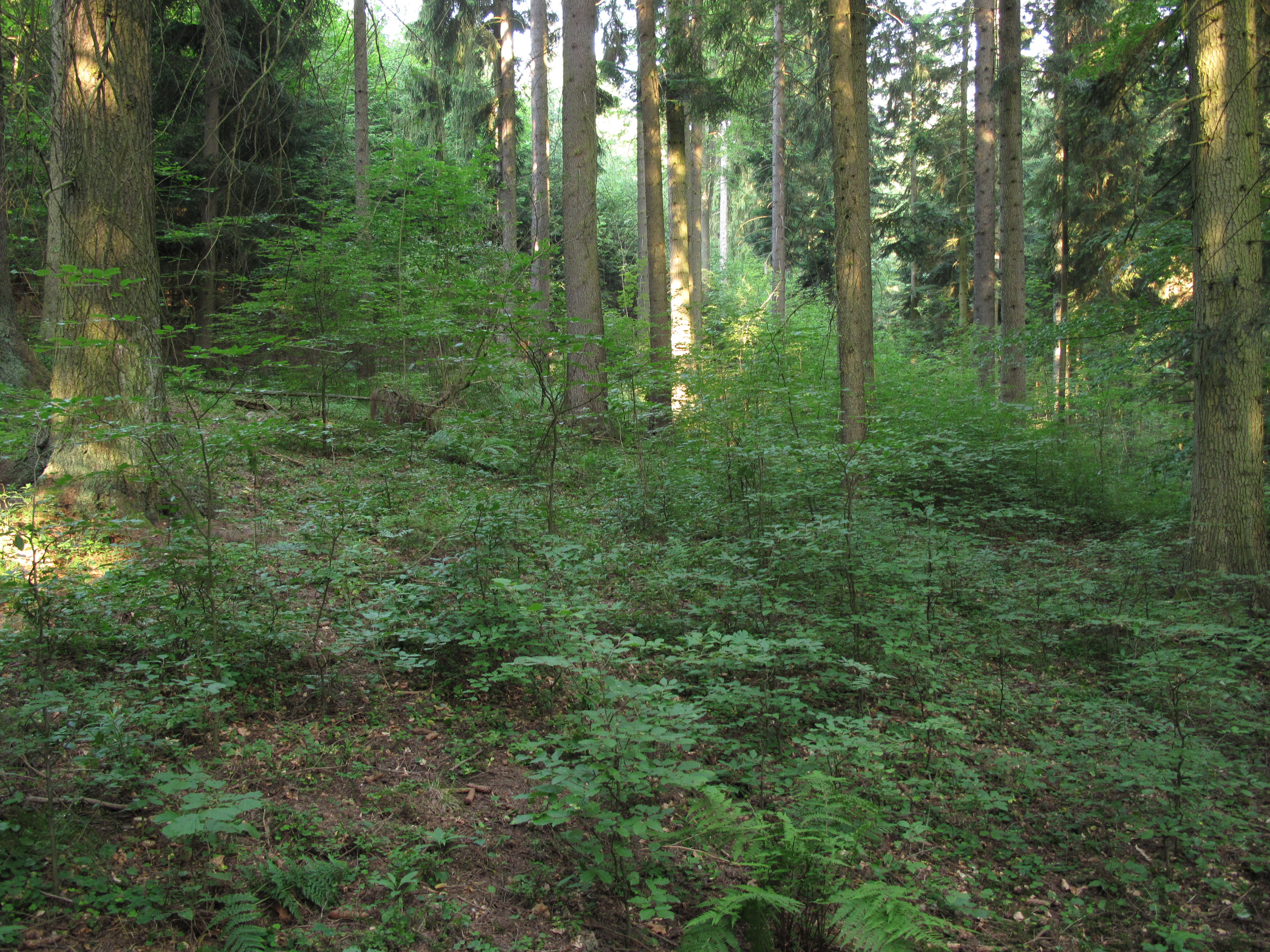
Nálety
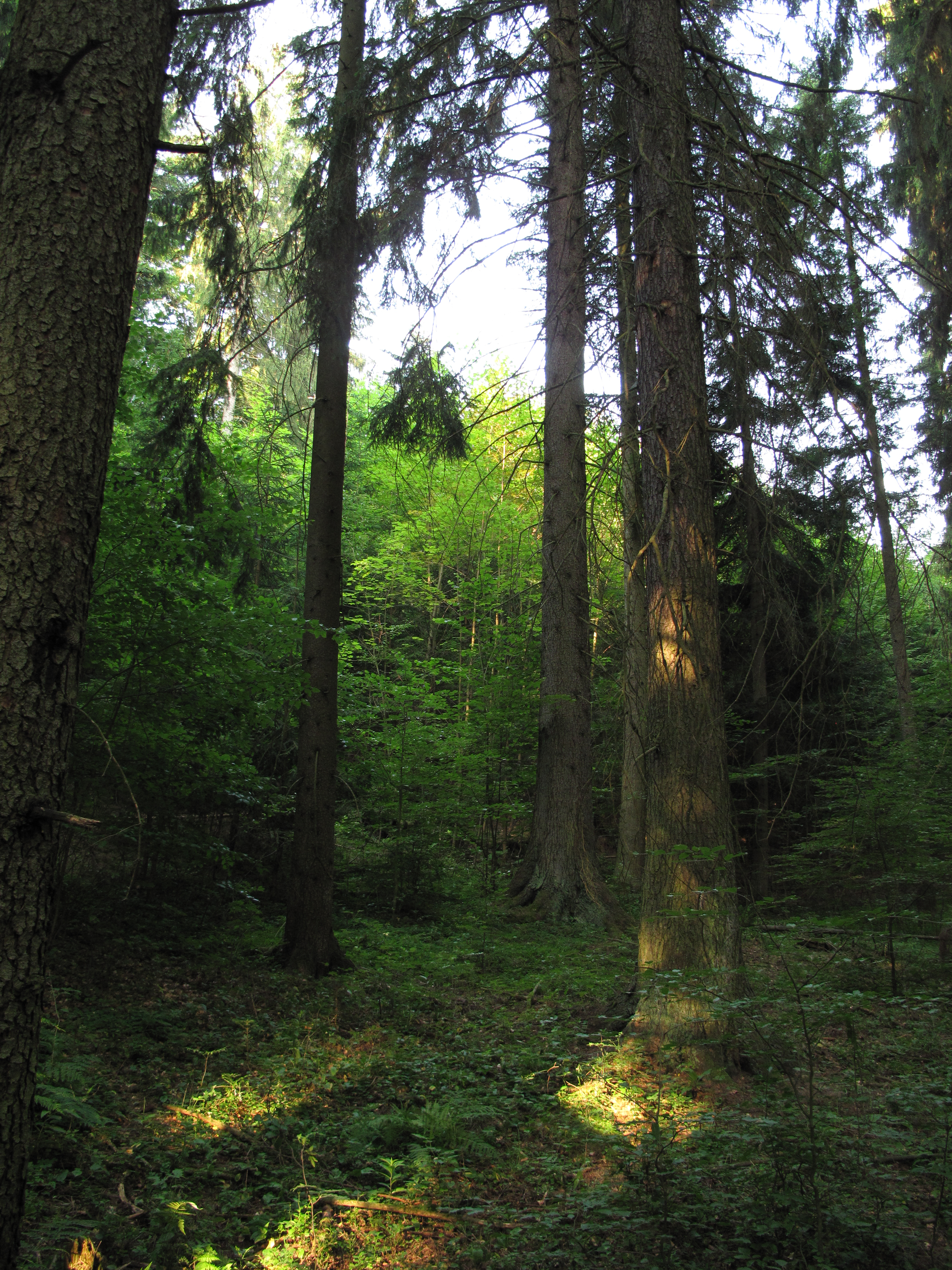
Stromy